# 渡部秀
渡部 秀（わたなべ しゅう、1991年〈平成3年〉10月26日 - ）は、日本の俳優。秋田県由利本荘市出身。G-STAR.PRO所属。秋田県立由利工業高等学校卒業。

## 来歴
高校在学中の2008年11月24日、JUNON主催の第21回ジュノン・スーパーボーイ・コンテストで準グランプリ受賞（エントリーNo.10）。同コンテストの最終審査では、ライブペインティングを披露した。
2010年、『ケータイ発ドラマ 激♥恋…運命のラブストーリー…』にて、広瀬湊役で連続テレビドラマ初出演。
同年9月より、平成仮面ライダーシリーズ『仮面ライダーオーズ/OOO』にて、火野映司役で連続テレビドラマ初主演となる。放送開始前の8月に公開された『仮面ライダーW FOREVER AtoZ/運命のガイアメモリ』で、特別出演ながら映画初出演。12月に公開された『仮面ライダー×仮面ライダー オーズ&ダブル feat.スカル MOVIE大戦CORE』で映画初主演となる。
2012年、『里見八犬伝』にて舞台初出演。殺陣にも初挑戦。2013年1月、出身地である由利本荘市のふるさと大使を委託された。
2015年6月4日より公演の舞台『GO WEST』にて舞台初主演となる。同年8月1日より映画『進撃の巨人 ATTACK ON TITAN』の公開日に合わせて自身の公式Instagramを開設。
2020年3月31日、アミューズからG-STAR.PROへ移籍を発表した。同年10月、YouTubeチャンネル『渡部秀Official ワタナベース』を開設。11月、TikTokにて動画の投稿を開始する。

## 人物
- 1991年10月26日14時16分に生まれた[8]。
- 身長180cm、靴のサイズ27 - 28cm[1]。血液型はA型[9]。
- 趣味は映画鑑賞、ラジオ、植物飼育、古着集め。特技は殺陣、サッカー、水泳、柔道、 陸上競技全般[1]。
- 好奇心旺盛で多趣味だが、熱しやすく冷めやすい性格である[10]。
- 昔から植物が好きで、自宅では観葉植物や苔の栽培をしており、部屋がジャングルのようになっている[11]。熱帯魚と爬虫類（ヤモリ）を飼っている[12][13]。
- 好きな食べ物は肉[14]。甘い食べ物が苦手でプライベートではまったく食べない。レギュラー出演しているドラマ『科捜研の女』ではお菓子が大好きな橋口呂太役を演じているが、ほぼ毎回甘い物を食べるシーンがあり非常にツライ思いをしている。しかし役者根性で乗り切っていると語っている[15]。
- 高校時代は陸上部に所属していた[9]。
- 名前の由来は、「何事にも秀でる」という願いを込めたもので母方の祖父が名付けた[9]。
- 郷土愛が強く、以前はブログ記事の最後には出身地である秋田の方言「せば」[注釈 1]と、記事に関連する言葉を組み合わせた、「せば○○」（例：せばオーズ）という決まり文句を用いていた。
- 特撮俳優であると同時に、自身も玩具コレクターである。『オーズ』の数ヶ月後に出演した『仮面ライダー×スーパー戦隊 スーパーヒーロー大戦』のメイキング映像では、このことをスタッフ陣にいじられる場面が確認できる。また、『オーズ』放送時の『ハイパーホビー』のコラムでも、コレクションの一部を兄弟にプレゼントしていることなどを語っている。
- 好きな映画は『劇場版 仮面ライダー555 パラダイス・ロスト』[3]。
- 仮面ライダーオーズ最後のステージにおいて、「小さいころ仮面ライダーに憧れ、仮面ライダーになるために役者を志しました。笑われることもあったけど夢をあきらめずに頑張ってきてよかったと思います」[16]と語り、仮面ライダーになることが子供のころからの夢であったと明かしている。

## 出演

### テレビドラマ
- ケータイ発ドラマ 激♥恋…運命のラブストーリー…（2010年4月9日 - 5月28日、NHK総合） - 広瀬湊 役
- ヤンキー君とメガネちゃん 第2話（2010年4月30日、TBS） - 小林 役
- 仮面ライダーシリーズ
  - 仮面ライダーオーズ/OOO（2010年9月5日 - 2011年8月28日、テレビ朝日） - 主演・火野映司 役
  - 仮面ライダージオウ 第9話・第10話（2018年10月28日・11月11日） - 火野映司 役（友情出演）[17]
- 妄想捜査〜桑潟幸一准教授のスタイリッシュな生活（2012年1月22日 - 3月18日、テレビ朝日） - 沼袋千太郎 役
- 連続テレビ小説『純と愛』（2012年10月1日 - 2013年3月30日、NHK） - 狩野剛 役
- 救命病棟24時 第5シリーズ 第8話 - （2013年8月27日、フジテレビ） - 猿田勇 役
- こうのとりのゆりかご〜「赤ちゃんポスト」の6年間と救われた92の命の未来〜（2013年11月25日、TBS） - 安田貴志 役
- 鼠、江戸を疾る（NHK） - 早崎市兵衛 役
  - 鼠、江戸を疾る（2014年1月9日 - 3月20日）
  - 鼠、江戸を疾る2（2016年4月14日 - 6月2日）
- 死神くん 第1話（2014年4月18日、テレビ朝日） - 三城尚之 役
- 珈琲屋の人々 第4話・最終話（2014年4月27日・5月4日、NHK BSプレミアム） - 中里茂 役
- ラスト・ドクター〜監察医アキタの検死報告〜（2014年7月11日 - 9月12日、テレビ東京） - 池田刑事 役
- 水曜ミステリー9『借王＜シャッキング＞〜華麗なる借金返済作戦〜』（2014年12月17日、テレビ東京） - 中田英時 役
- 問題のあるレストラン 最終話（2015年3月19日、フジテレビ）
- 福岡恋愛白書10 十回目の鈴が鳴るとき（2015年3月27日、九州朝日放送） - 今井結弦 役
- ようこそ、わが家へ 第6話（2015年5月18日、フジテレビ） - 江口 役
- 大奥 第二部 悲劇の姉妹（2016年1月29日、フジテレビ） - 大月兵吾 役
- 日本×インドネシア共同制作ドラマ『When You Wish Upon A Sakura 〜桜に願いを〜』（2016年4月25日・26日、インドネシア放送 / WAKUWAKU JAPAN・フジテレビ ※日本放送未定） - 主演・伊川遼 役（チェルシー・イスランとW主演）
- 科捜研の女（テレビ朝日） - 橋口呂太 役
  - 科捜研の女スペシャル（2017年1月3日）
  - 第16シーズン 第9話 - 最終話（2017年1月12日 - 3月9日）[18]
  - 科捜研の女スペシャル（2017年10月15日）
  - 第17シーズン（2017年10月19日 - 2018年3月22日）
  - 科捜研の女スペシャル（2018年10月14日）
  - 第18シーズン（2018年10月18日 - 12月13日）
  - 科捜研の女 正月スペシャル（2019年1月3日）
  - 第19シーズン（2019年4月18日 - 2020年3月19日）
  - 第20シーズン（2020年10月22日 - 12月17日）
  - 第21シーズン（2021年10月14日 - 2022年4月7日）
- ラブリラン（2018年4月5日 - 6月8日、日本テレビ） - 佐山大輔 役
- 正義のセ 第4話 - 最終話（2018年5月2日 - 6月13日、日本テレビ） - 後藤公一 役
- GIVER 復讐の贈与者 第3話 - 最終話（2018年7月28日 - 9月29日、テレビ東京） - 小野田和樹 役
- ひみつ×戦士 ファントミラージュ! 第19話（2019年8月11日、テレビ東京） - 林田修 役
- 先輩、断じて恋では!（2022年6月17日 - 8月12日、MBS 他） - 市川隼人 役[19]
- ブラック/クロウズ〜roppongi underground〜2（2022年12月14日・21日、フジテレビ） - 吉田諒太 役[20]
- 女神の教室〜リーガル青春白書〜 第9話（2023年3月6日、フジテレビ） - 松下隼人 役
- 育休刑事 第6話（2023年5月23日、NHK総合・NHK BS4K） - 宮本勇気 役
- 大河ドラマ どうする家康 第32回（2023年8月20日、NHK）
- BLドラマの主演になりました クランクイン編（2024年1月2日、テレビ朝日） - 黄島譲二 役[21]
- ハッピー・オブ・ジ・エンド（2024年9月3日 - 24日、フジテレビ） - 柏木千紘の兄 役[22]
- バツコイ（2024年10月20日 - 2025年1月5日、BSテレビ東京） - 砂後谷輝義 役[23]
- 特捜9 final season 第3話（2025年4月23日、テレビ朝日） - 瀬戸口和也 役[24]

### 映画
- 仮面ライダーシリーズ（東映） - 火野映司 役
  - 仮面ライダーW FOREVER AtoZ/運命のガイアメモリ（2010年8月7日公開） - 特別出演
  - 仮面ライダー×仮面ライダー オーズ&ダブル feat.スカル MOVIE大戦CORE（2010年12月18日公開） - 主演[注釈 2]
  - オーズ・電王・オールライダー レッツゴー仮面ライダー（2011年4月1日公開） - 主演[注釈 3]
  - 劇場版 仮面ライダーオーズ WONDERFUL 将軍と21のコアメダル（2011年8月6日公開） - 主演
  - 仮面ライダー×仮面ライダー フォーゼ&オーズ MOVIE大戦MEGA MAX（2011年12月10日公開） - 主演[注釈 4]
  - 仮面ライダー×スーパー戦隊 スーパーヒーロー大戦（2012年4月21日公開）
  - 仮面ライダー×仮面ライダー ウィザード&フォーゼ MOVIE大戦アルティメイタム（2012年12月8日公開） - 友情出演
  - 仮面ライダー平成ジェネレーションズ FINAL ビルド&エグゼイドwithレジェンドライダー（2017年12月9日公開）[25][26]
- ダブルスカイ!（2012年4月公開） - 宮川大 役[注釈 5]
- PIECE 〜記憶の欠片〜（2012年9月1日公開、東映） - 主演・千野智紀 役[注釈 6]
- 進撃の巨人（東宝） - フクシ 役
  - 進撃の巨人 ATTACK ON TITAN（2015年8月1日公開）
  - 進撃の巨人 ATTACK ON TITAN エンド オブ ザ ワールド（2015年9月19日公開）
- シュウカツシリーズ
  - シュウカツ（2016年4月2日公開） - 第4話『控え室』主演[注釈 3]
  - シュウカツ2（2018年2月24日公開） - 最終面接『報復面接』主演
  - シュウカツ3（2018年12月7日公開） - 第1話『面接後』主演
- BRAVE STORM ブレイブストーム（2017年11月10日公開） - 主演・紅健 役[注釈 7]
- おみおくり（2018年3月24日公開） - 河村孝広 役
- 愛唄 -約束のナクヒト-（2019年1月25日公開）[27]
- クロガラス3（2021年9月3日公開、エイベックス・ピクチャーズ） - 真柴理玖 役
- 科捜研の女 -劇場版-（2021年9月3日公開、東映） - 橋口呂太 役
- ペルセポネーの泪（2021年11月26日公開、信越放送） - 主演・風太 役
- ひみつのなっちゃん。（2023年1月13日公開、ラビットハウス / 丸壱動画） - ドラァグクイーン モリリン 役[28]
- 中山教頭の人生テスト（2025年6月20日公開、ライツキューブ）[29]
- おいハンサム!!（2024年6月21日公開、東宝） - 傘を横に持つ男 役

### その他のテレビ番組
- 夢!どうぶつ大図鑑（2011年10月22日 - 2012年3月17日、TBS） - レギュラーパネリスト
- テレビでハングル講座（2016年4月6日 - 2017年3月29日、NHK Eテレ） - レギュラー [30]
- みんなのニュース 第1部（通称：「みんなのニュース Hop!」）（2016年4月5日 - 5月31日、フジテレビ） - 火曜日Hopper [31]
- 歴史秘話ヒストリア「新選組 参上!」（2016年6月10日、NHK総合） - 永倉新八 役 [32]

### オリジナルビデオ
- 仮面ライダーオーズ 超バトルDVD クイズとダンスとタカガルバ（2011年） - 主演・火野映司 役
- 仮面ライダーオーズ 10th 復活のコアメダル（2022年） - 主演・火野映司 役[33]

### ネットムービー
- ネット版 オーズ・電王・オールライダー レッツゴー仮面ライダー 〜ガチで探せ!君だけのライダー48〜（2011年） - 火野映司 役
- ネット版 仮面ライダーオーズ ALLSTARS 21の主役とコアメダル（2011年） - 火野映司 役
- なうメンシリーズ - MC
  - なうメン△（2012年 - 2013年）
  - なうメンX（2013年 - 2015年）
  - なうメンDX（2015年 - 2016年）
- 東京ワンピースタワーTV 東京ワンピースタワーができるまで（2015年） - レポーター
- ピカ・チャン（2016年 - 2017年） - バトルおにいさん 役[34]

### ウェブドラマ
- 奇妙な恋の物語-THE AMAZING LOVE STORY- Episode1「縁切り神社」（2014年7月3日配信開始、UULA） - さとし 役[35]
- 進撃の巨人 ATTACK ON TITAN 反撃の狼煙 第3話「自由への旅立ち」（2015年8月15日配信開始、dTV） - 主演・フクシ 役（武田梨奈とW主演）
- 宇宙の仕事 第4話（2016年9月8日配信開始、Amazonビデオ）
- ネット版 仮面ライダーオーズ 復活のコアメダル・序章（2022年3月13日配信開始、東映特撮ファンクラブ） - 火野映司 役
- オーズ10th 仮面ライダーバース バースX誕生秘話（2022年7月3日配信開始、東映特撮ファンクラブ） - 火野映司 役[36]
- BLドラマの主演になりました クランクアップ編（2023年12月24日配信開始、TELASA） - 黄島譲二 役[21]
  - 続・BLドラマの主演になりました（2025年6月13日配信開始、TELASA）[37]

### 舞台
- 里見八犬伝（2012年11月） - 犬川荘助 役
- 真田十勇士（2013年8月 - 10月） - 真田大助 役
  - 真田十勇士 再演（2015年1月 - 2月） - 真田大助 役
- GO WEST（2015年6月） - 主演・モンキー 役
- AZUMI 幕末編（2015年9月） - 向駿介 役
- ボクの穴、彼の穴。（2016年5月21日 - 28日、PARCO劇場）[38] - ワタナベシュウ 役
- シス・カンパニー公演 遊侠 沓掛時次郎（2016年8月 - 10月） - 長吉 役
- 罠（2017年7月 - 8月） - マクシマン 役
- 罪男と罰男（2020年3月） - 主演・山田武男 役（松島庄汰とW主演）
- 星の王子さま Le Petit Prince 〜きみとぼく〜（2024年3月） - 飛行士 役[39]
- ニュー・ルネッサンス・イン・パリ（2024年7月）[40]
- 江戸川乱歩 名作朗読劇『少年探偵団』（2024年9月） - 明智小五郎 役 他[41][42]
- 有頂天家族（2024年11月 - 12月） - 下鴨矢一郎 役[43]
- SF空想科学朗読劇『宇宙戦争』(2025年1月）[44]

### イベント
- Amuse presents「THE GAME 〜Boy's Film Show〜」（2009年8月） - 宗馬賢吾 役（映像出演）
- Amuse presents「SUPERハンサムLIVE2009 ♂男 da 男!! ♂」（2009年12月29日・30日、Zepp Tokyo） - 子ハンサムとして出演
- Amuse presents「SUPERハンサムLIVE2011」（2011年12月26日 - 28日、パシフィコ横浜）
- Amuse presents「SUPERハンサムLIVE2012」（2012年12月28日、パシフィコ横浜） - 特別公演のみ
- ファンイベント「渡部家大感謝祭2013〜いつやるの?今でしょ!みんなに感謝を倍返し!極上のお・も・て・な・し〜」 （2013年11月2日、大阪 / 11月3日、東京）
- Amuse presents「SUPERハンサムLIVE2013」（2013年12月26日・27日、舞浜アンフィシアター）
- ファンイベント「秋旅」（2014年11月1日）
- Amuse presents「SUPERハンサムLIVE2014〜EVER LASTING SHOW〜」（2014年12月26日 - 28日、パシフィコ横浜）
- Amuse presents「HANDSOME FESTIVAL 2016」（2016年12月17日・18日、TOKYO DOME CITY HALL / 追加公演：29日、東京国際フォーラムA）
- ONE PIECE連載20周年の記念すべきこの日、東京ワンピースタワーに、ONE PIECEが大好きな人達が集まって、コレでもかって言うほどONE PIECEについてシャベリまくるトーク祭!!（2017年7月22日、東京ワンピースタワー内 Cafe Mugiwara）
- TTFC／東映特撮ファンクラブ 2周年記念オリジナルイベント『東映特撮ファン感謝祭2017』仮面ライダー回トークイベント（2017年10月1日）
- TOKYO GIRLS COLLECTION presents TOKYO KABUKI GIRLS LIVE SHOW TOUR 2018 -秋篇-（2018年9月15日・16日、新歌舞伎座）

### Podcast
- JAXA ぼくらの宇宙大冒険（2011年1月 - ） - はやぶさ君（声） 役[45]

### ゲーム
- 仮面ライダーシリーズ（2008年 - 2018年、バンダイナムコエンターテインメント） - 火野映司 / 仮面ライダーオーズ 役
  - 仮面ライダーバトル ガンバライド（2008年、データカードダス）
  - 仮面ライダー クライマックスヒーローズ オーズ（2010年12月2日、Wii・PSP）
  - オール仮面ライダー ライダージェネレーション（2011年8月4日、ニンテンドーDS）
  - 仮面ライダー クライマックスヒーローズ フォーゼ（2011年12月1日、Wii・PSP）
  - オール仮面ライダー ライダージェネレーション2（2012年8月2日、ニンテンドーDS・PSP）
  - 仮面ライダー 超（スーパー）クライマックスヒーローズ（2012年11月29日、Wii・PSP）
  - 仮面ライダー バトライド・ウォー（2013年5月23日、PS3）
  - HEROES' VS（2013年2月7日、PSP）[46]
  - 仮面ライダー トラベラーズ戦記（2013年11月28日、ニンテンドー3DS）
  - 仮面ライダーバトル ガンバライジング（2013年12月19日）
  - 仮面ライダー バトライド・ウォーII（2014年6月、PS3、Wii U）
  - スーパーヒーロージェネレーション（2014年10月23日、PS3、PS Vita）[47]
  - ロストヒーローズ BONUS EDITION（2015年2月5日、3DS）
  - ロストヒーローズ2（2015年2月5日、ニンテンドー3DS）
  - 仮面ライダー バトライド・ウォー 創生（2016年2月、PS4・PS3・PS Vita）
  - オール仮面ライダー ライダーレボリューション（2016年12月1日、ニンテンドー3DS）
  - 仮面ライダー ブットバソウル（2017年7月、アーケード）[48]
  - 仮面ライダー クライマックスファイターズ（2017年12月7日、PS4）
  - 仮面ライダー クライマックススクランブル ジオウ（2018年11月29日、Nintendo Switch）
  - 仮面ライダー シティウォーズ（2020年、iOS・Android）[49]
  - 仮面ライダーバトル ガンバレジェンズ（2023年、アーケード）

### 小説表紙
- メガロポリス203号室-記憶の欠片-（2012年4月25日、集英社ピンキー文庫） - カバーモデル

### PV
- 火野映司×アンク（C.V.渡部秀・三浦涼介）「Time Judged All」（2011年）[50]
- 松平健 feat.映司&アンク（C.V.渡部秀・三浦涼介）「手をつなごう〜マツケン×仮面ライダーサンバ〜」（2011年）[51]
- 火野映司（C.V.渡部秀）& 串田アキラ「POWER to TEARER」（2012年）（コンプリートビデオライダー「極」、ミュージックビデオライダー「激」収録）
- GOOD BYE APRIL「リ・メイク」（2025年）[52]

### CM
- キリンビール『氷結』（夏の氷結篇・キャンプファイヤー篇）
- 東京ワンピースタワー（Point of View 篇）
- 雪印メグミルク『雪印コーヒー』発売55年記念キャンペーン
- ABC-MART『adidas Originals X_PLR』
- ヤマザキビスケット『ルヴァンプライムスナック』

### ラジオ
- 渋谷のラジオの学校（2016年4月4日 - 2017年3月27日、コミュニティFM渋谷のラジオ） - MC
- 劇ラヂ！ライブ 2017「罪男と罰男」（2017年5月5日、NHKラジオ第1放送） - 山田武男 役
- 仮面ライダー平成ジェネレーションズFINAL公開記念JFN PARK「渡部秀“レジェンドの、向こうへ”」（2017年11月4日 - 12月9日、JFN PARK） - パーソナリティ
- 渡部秀 アクターズ・レイディオ（2018年4月2日 - 2019年3月19日、JFN PARK） - パーソナリティ
- 渡部秀 Shoot The Moon（2020年7月3日 - 、JFN PARK） - パーソナリティ

### 玩具
- COMPLETE SELECTION MODIFICATION OOO DRIVER（2018年6月） - 火野映司 / 仮面ライダーオーズ 役
- COMPLETE SELECTION MODIFICATION オーズドライバー コンプリートセットver.10th（2022年9月） - 火野映司 / 仮面ライダーオーズ 役
- COMPLETE SELECTION MODIFICATION オーズドライバー オースキャナーver.10th（2022年9月） - 火野映司 / 仮面ライダーオーズ 役
- COMPLETE SELECTION MODIFICATION オーズドライバー ver.10th（2022年9月） - 火野映司 / 仮面ライダーオーズ 役

## ディスコグラフィ

### キャラクターソング
| 発売日  | 商品名                                      | 歌                                             | 楽曲                                              | 備考                                                                                           |
| 2010年  | 2010年                                      | 2010年                                         | 2010年                                            | 2010年                                                                                         |
| ------- | ------------------------------------------- | ---------------------------------------------- | ------------------------------------------------- | ---------------------------------------------------------------------------------------------- |
| 12月1日 | Regret nothing 〜Tighten Up〜               | 火野映司（渡部秀）                             | 「Regret nothing ～Tighten Up～」                 | テレビドラマ『仮面ライダーオーズ/OOO』エンディングテーマ                                       |
| 12月1日 | Regret nothing 〜Tighten Up〜               | 火野映司（渡部秀）                             | 「Regret nothing ～Tighten Up～ SKA arrange ver」 | テレビドラマ『仮面ライダーオーズ/OOO』関連曲                                                   |
| 2010年  |                                             |                                                |                                                   |                                                                                                |
| 1月26日 | Got to keep it real                         | 火野映司（渡部秀）                             | 「Got to keep it real」                           | テレビドラマ『仮面ライダーオーズ/OOO』エンディングテーマ                                       |
| 1月26日 | Ride on Right time                          | 火野映司（渡部秀）                             | 「Ride on Right time」                            | テレビドラマ『仮面ライダーオーズ/OOO』エンディングテーマ                                       |
| 7月27日 | 仮面ライダーオーズ Full Combo Collection    | 火野映司（渡部秀）                             | 「Sun goes up」                                   | テレビドラマ『仮面ライダーオーズ/OOO』エンディングテーマ                                       |
| 7月27日 | 仮面ライダーオーズ Full Combo Collection    | 火野映司（渡部秀）                             | 「Shout out」                                     | テレビドラマ『仮面ライダーオーズ/OOO』エンディングテーマ                                       |
| 7月27日 | 仮面ライダーオーズ Full Combo Collection    | 火野映司（渡部秀）、アンク（三浦涼介）         | 「Time judged all」                               | テレビドラマ『仮面ライダーオーズ/OOO』エンディングテーマ                                       |
| 7月27日 | 仮面ライダーオーズ Full Combo Collection    | 火野映司（渡部秀）、アンク（三浦涼介）         | 「Time judged all ～OOO dialogue ver.～」         | テレビドラマ『仮面ライダーオーズ/OOO』エンディングテーマ                                       |
| 7月27日 | 仮面ライダーオーズ Full Combo Collection    | 火野映司（渡部秀）、串田アキラ                 | 「POWER to TEARER」                               | テレビドラマ『仮面ライダーオーズ/OOO』エンディングテーマ                                       |
| 8月3日  | 手をつなごう～マツケン×仮面ライダーサンバ～ | 松平健 feat.映司（渡部秀）・アンク（三浦涼介） | 「手をつなごう～マツケン×仮面ライダーサンバ～」   | 映画『劇場版 仮面ライダーオーズ WONDERFUL 将軍と21のコアメダル』主題歌                         |
| 2019年  |                                             |                                                |                                                   |                                                                                                |
| 5月1日  | 平成仮面ライダー20作記念ベスト              | 火野映司（渡部秀）、アンク（三浦涼介）         | 「Time judged all ～8 years later～」             | 映画『仮面ライダー平成ジェネレーションズ FINAL ビルド&エグゼイドwithレジェンドライダー』関連曲 |

## 作品

### 映像作品
- JUNONスーパーボーイ・コンテストVol.21 渡部秀（バップ、2009年2月15日発売）

### 写真集
- 道-ROAD-（2011年8月5日、主婦と生活社）ISBN 978-4-391-14069-9

### 雑誌
- non-no（集英社）